# Chihuahua (Hunderasse)

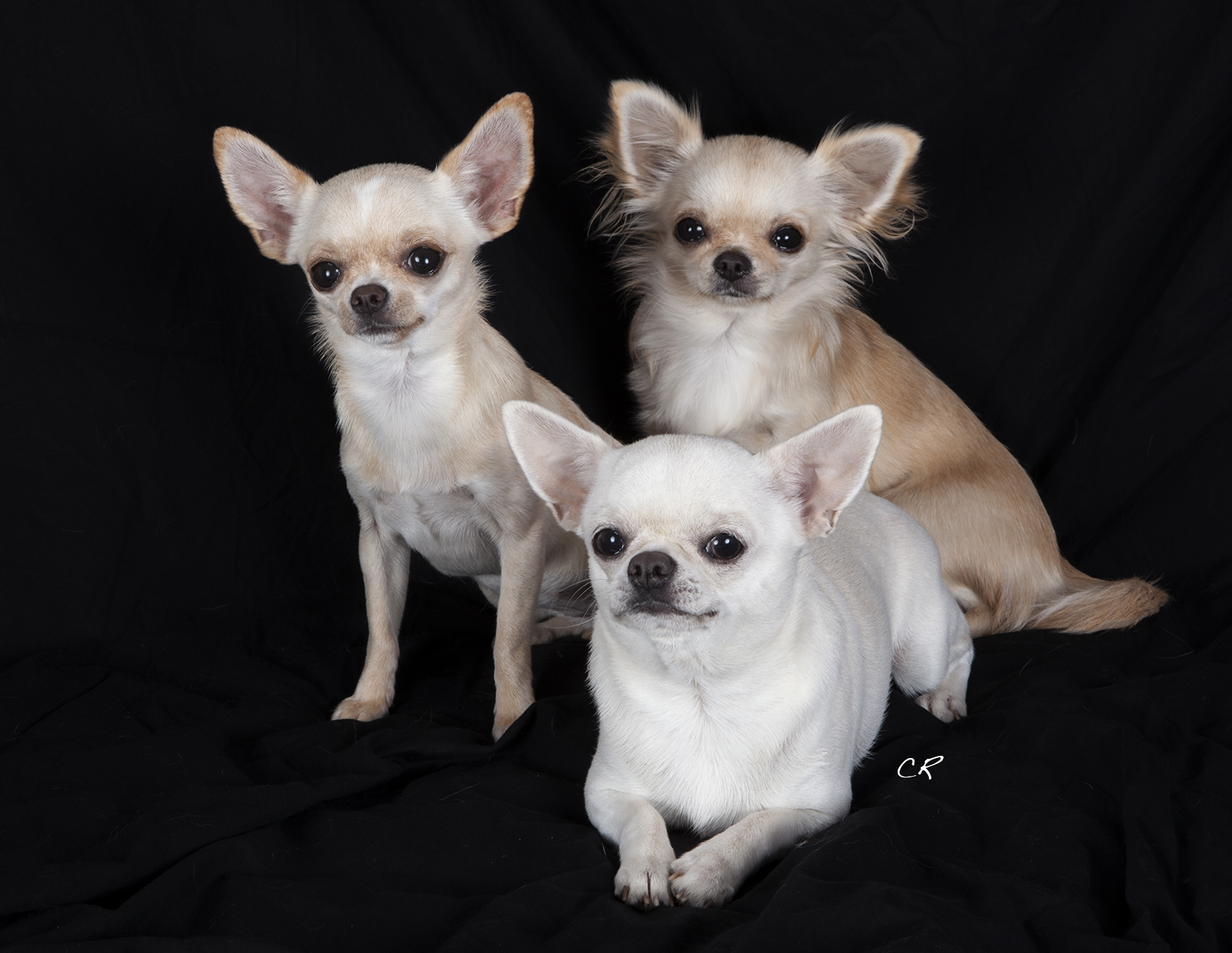
Chihuahuas

Der Chihuahua [tʃiˈwawa] ist eine von der FCI anerkannte mexikanische Hunderasse (FCI-Gruppe 9, Sektion 6, Standard Nr. 218). Er ist die kleinste Hunderasse der Welt.

## Herkunft
Es existieren verschiedene Theorien über die Abstammung des Chihuahuas. Eine davon ist die, dass er von den Opferhunden im alten Mexiko, den Techichis, abstammt. Adlige Azteken, die bestattet wurden, bekamen geopferte Chihuahuas als spirituelle Begleiter ins Jenseits mit auf den Weg. Möglicherweise wurde der Techichi mit einer anderen, beliebten Hunderasse, den haarlosen Xoloitzcuintli, gekreuzt. Andere Theorien schlagen als Herkunft die Insel Malta vor.

## Beschreibung
Der Chihuahua gilt seit seiner Entdeckung durch die westliche Kultur um das Jahr 1850 als die kleinste Hunderasse der Welt. Der Chihuahua hat einen  Apfel- oder Rehkopf und einen ausgeprägten Stop mit kurzem, manchmal etwas zugespitztem Fang. Typisch sind die großen, im Winkel von 45 Grad abstehenden Ohren. Der trotz seiner Kleinheit kompakte Körper ist etwas länger als hoch und steht auf nicht zu feinen, gut bemuskelten und geraden Läufen. Die mäßig lange Rute trägt der Chihuahua über den Rücken gebogen.
Der Standard erlaubt alle Farben: von rein weiß über weißlich mit cremefarbenen Abzeichen, Tricolor (dreifarbig) und andere bis hin zu rein schwarz. Die Farbe Blau und Merle-Schattierungen sind jedoch nicht ganz unproblematisch, da sie häufiger mit bestimmten Krankheiten oder Missbildungen einhergehen können.
Haarvarianten:
- Der langhaarige Chihuahua (spanisch pelo largo, französisch poil long, englisch long-haired) hat weiches Haar, befranste Ohren, einen ausgeprägten Halskragen und die Rute voll behaart. Das Haar ist entweder glatt oder leicht gewellt.
- Der kurzhaarige Chihuahua (spanisch pelo corto, französisch poil court, englisch smooth-haired) besitzt dichtes, weiches, glänzendes Haar, das geschmeidig am Kopf und Körper anliegt.

## Zuchtprobleme
Besonders auffällig sind seine überproportional großen Augen und die kurze Schnauze, was bei falscher Zucht zu sehr empfindlichen Augen, Atemproblemen und Zahnproblemen führen kann. Häufig treten bei der Rasse auch Patellaluxationen auf.
Obwohl das Idealgewicht zwischen 1,5 und 3 Kilogramm liegt, werden auch Hunde zwischen 500 Gramm und 1,5 Kilogramm akzeptiert. Exemplare über 3 Kilogramm werden allerdings in den meisten Vereinen von Zucht und Ausstellungsbewertung ausgeschlossen, wobei es auch Vereine gibt, die im Interesse der Gesundheit des Chihuahuas auch etwas kräftigere Tiere zulassen. Im Rassestandard werden keine Angaben zur Widerristhöhe gemacht, bei Ausstellungen wird jedoch bei ansonsten gleichwertigen Hunden in der Regel dem kleineren der Vorzug gegeben. Dies hat in der jüngeren Vergangenheit zur Züchtung extrem kleiner Hunde (500 Gramm) geführt, die allerdings in deutlich erhöhtem Maße zu gesundheitlichen Problemen neigen. Die Unterordnung dieser Probleme unter das Zuchtziel, zunehmend kleinere Hunde zu züchten, wird unter Tierschutzaspekten als Qualzucht kritisiert.
Da bei Chihuahua-Hunden das Risiko einer Dystokie besteht, werden bei dieser Rasse sehr häufig geplante Kaiserschnitte durchgeführt, um das Geburtsrisiko für Hündin und Welpen zu verringern.

## Wesen
Der Rassestandard beschreibt den Chihuahua als lebhaft, wachsam, ruhelos und sehr mutig.

## Verwendung
- Familienhund
- Schoßhund
- Begleithund